# 自由女神像複製品
自由女神像複製品（Replicas of the Statue of Liberty）是自由女神實體化的塑像，其中最知名的是美國紐約的自由女神像。另外在法國、日本、台灣和挪威等地都有以自由女神為名的塑像。

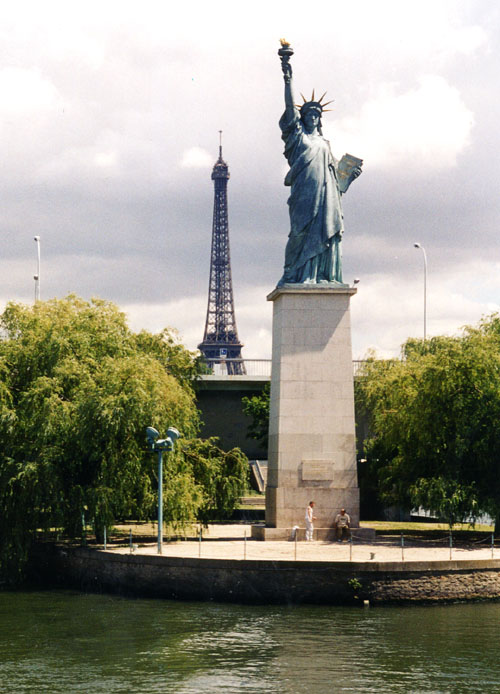
法國巴黎塞納河的自由女神像，1889年，它面對著西方，以對照位於紐約港的自由女神像。
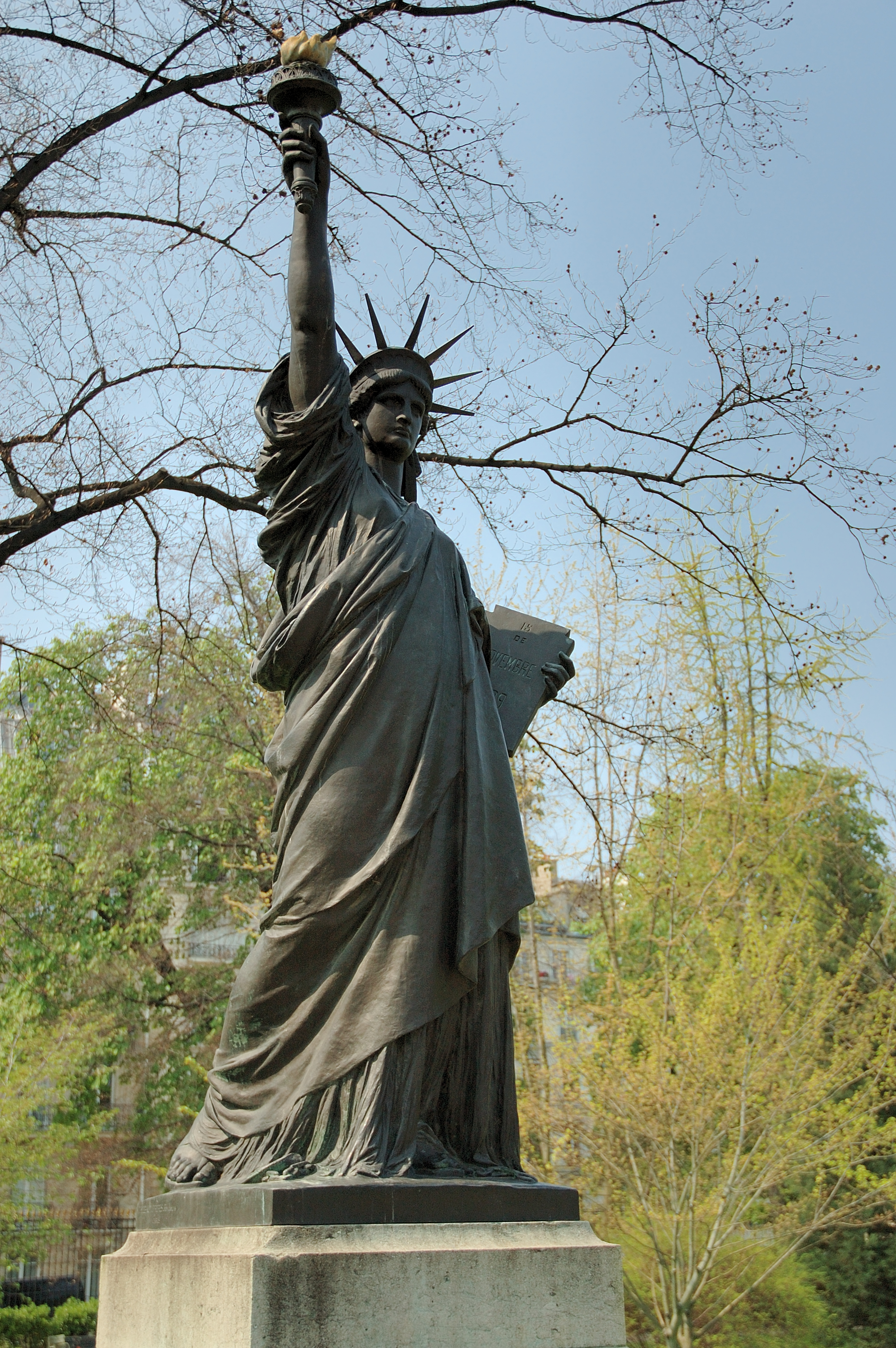
法國巴黎盧森堡公園的自由女神像。
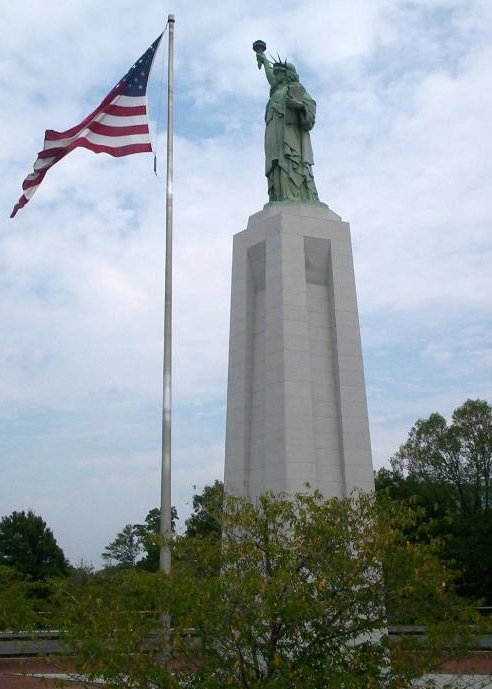
「自由世界的啟示」，美國阿拉巴馬州伯明罕的自由女神複製像。
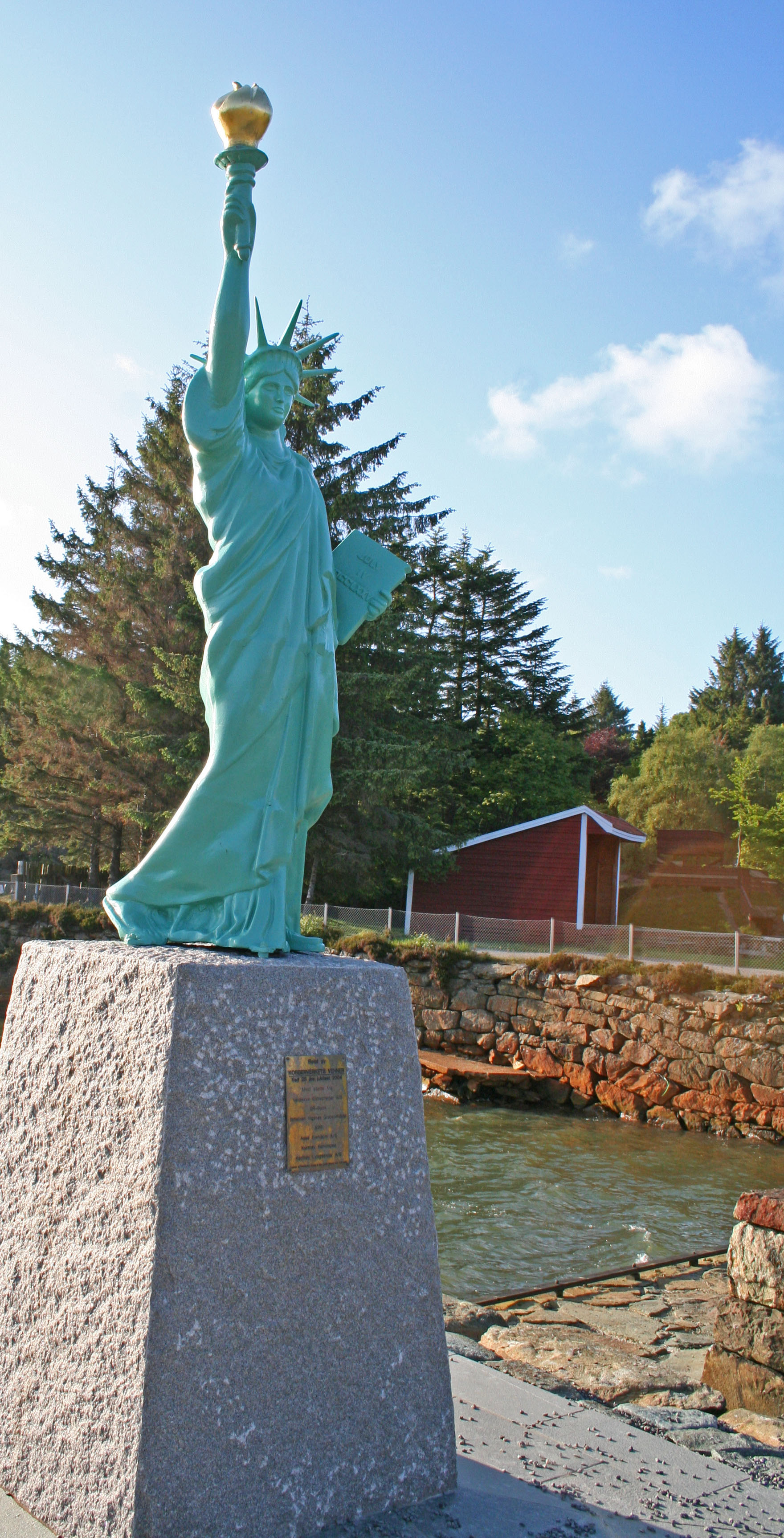
位於挪威羅加蘭郡Karmøy市的自由女神複製像。
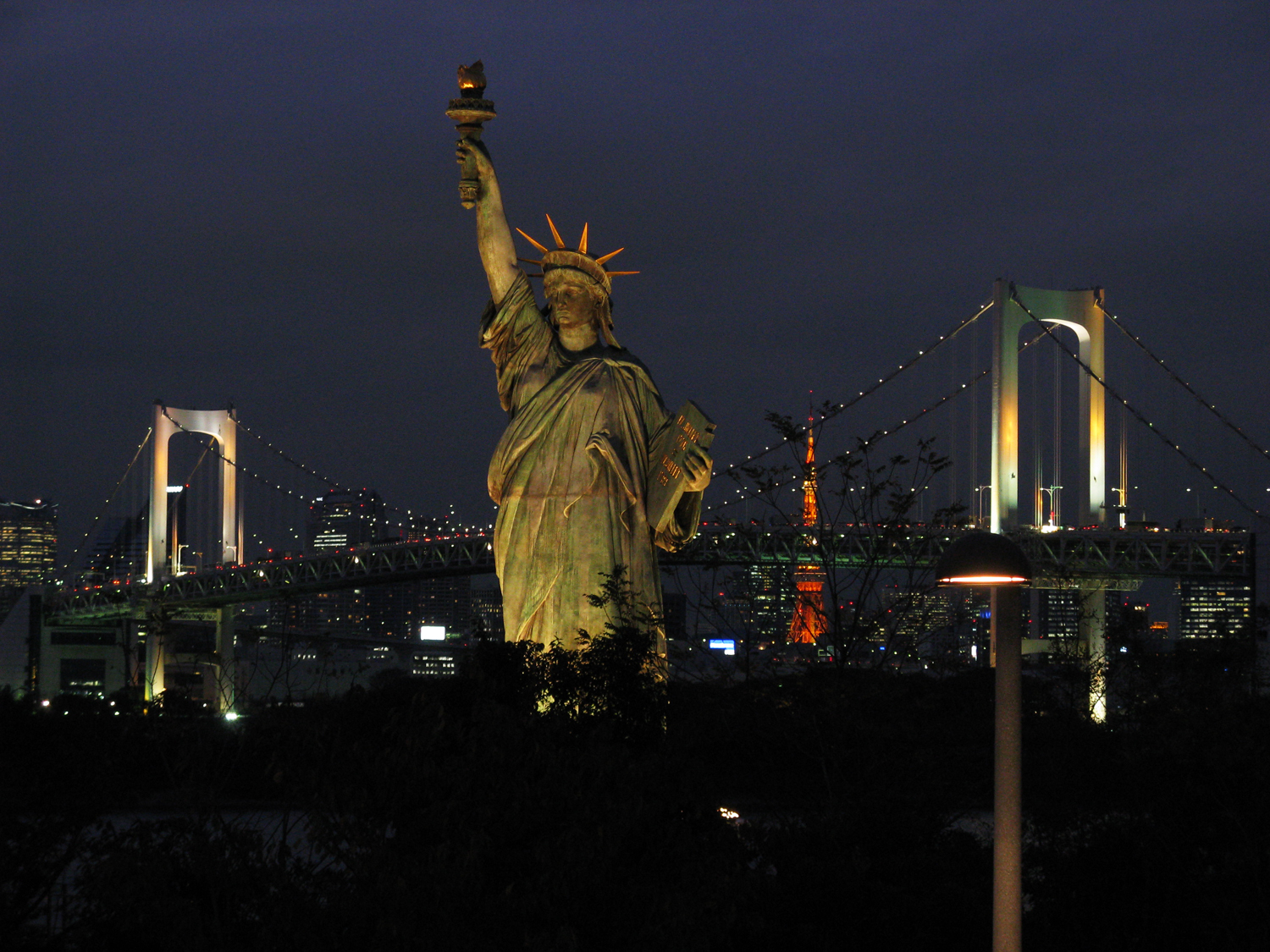
位於日本東京台場俯瞰彩虹大橋和東京灣的自由女神複製像。
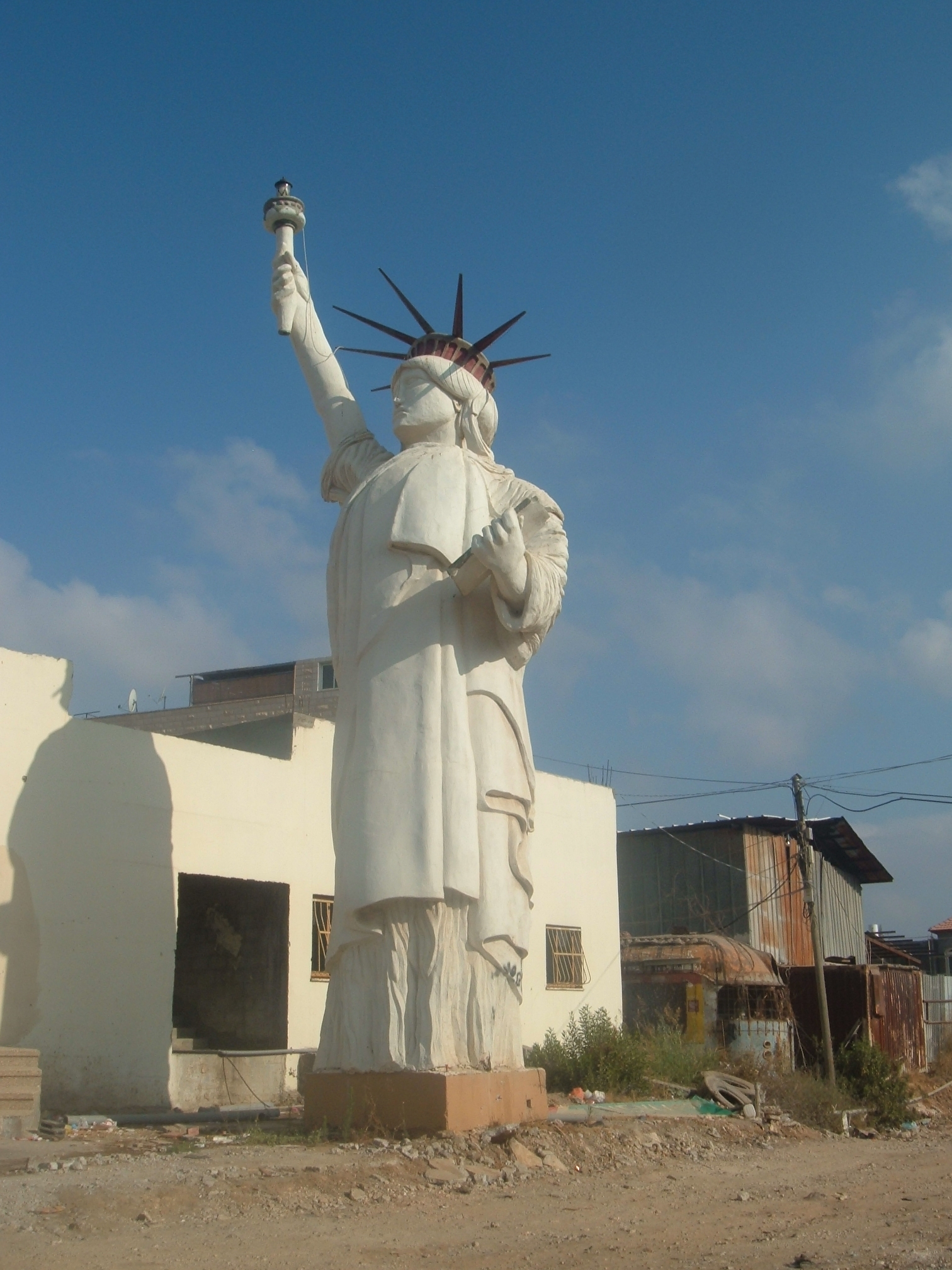
位於以色列Arraba市的自由女神複製像。
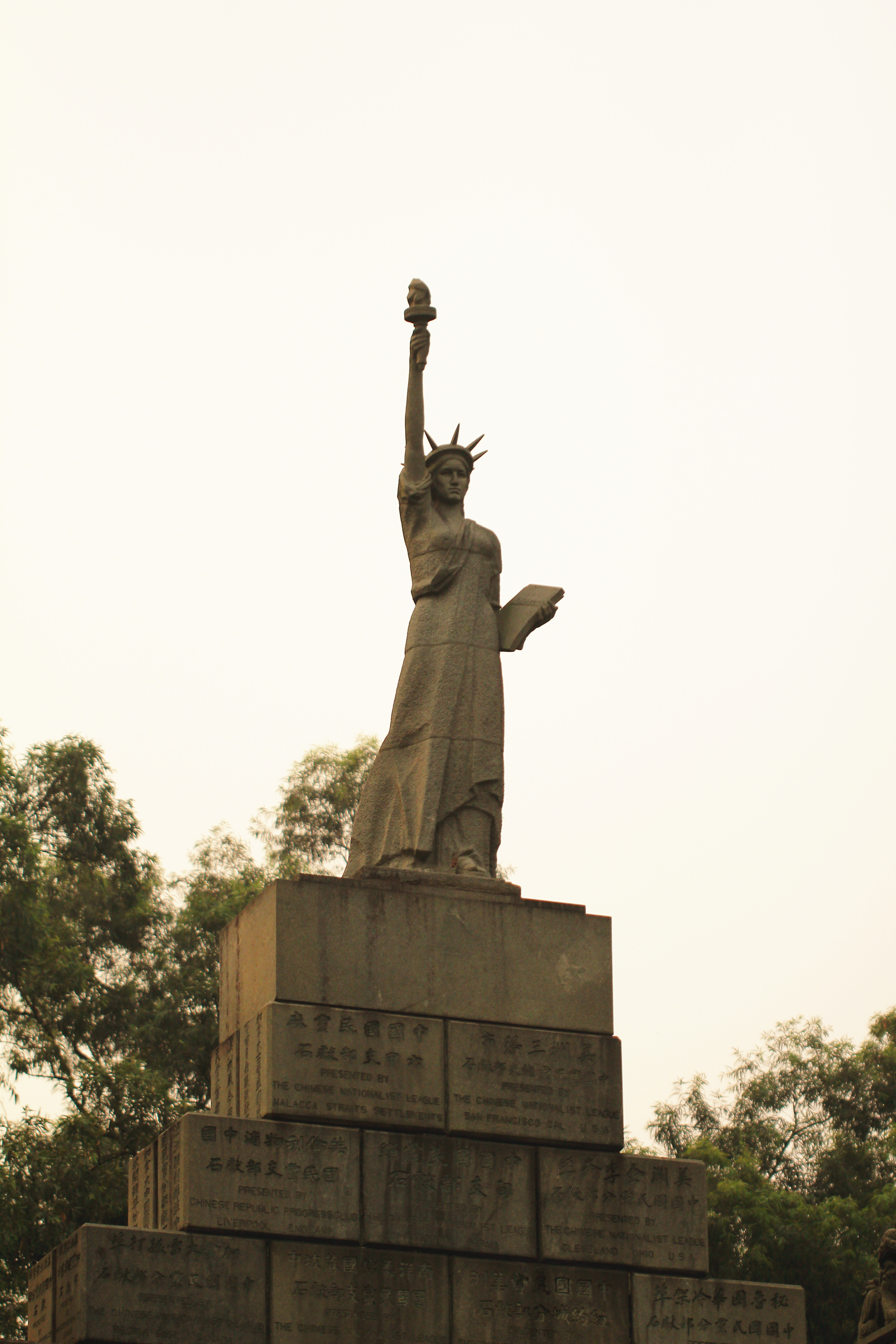
位於中華人民共和國广州市黄花岗公园的自由女神像。

## 外部連結
- Replica Statue of Liberty Search